# Kelvin
O kelvin (símbolo: K) é a unidade de base do Sistema Internacional de Unidades (SI) para a grandeza temperatura termodinâmica. O kelvin é a fração 1/273,16 da temperatura termodinâmica do ponto triplo da água, ou seja, é definido de tal modo que o ponto triplo da água é exatamente 273,16 K. É uma das sete unidades de base do SI, muito utilizada na física e química. É utilizado para medir a temperatura absoluta de um objeto, com zero absoluto sendo 0 K.
A escala kelvin recebeu este nome em homenagem ao físico e engenheiro irlandês William Thomson (1824–1907), 1º barão Kelvin,  que escreveu sobre a necessidade de uma "escala termométrica absoluta".
Diferentemente do grau Fahrenheit e do grau Celsius, o kelvin não é referido nem escrito como um grau. O kelvin é a unidade primária de medida de temperatura nas ciências físicas, mas é frequentemente usado em conjunção com o grau Celsius, que tem a mesma magnitude.

## História

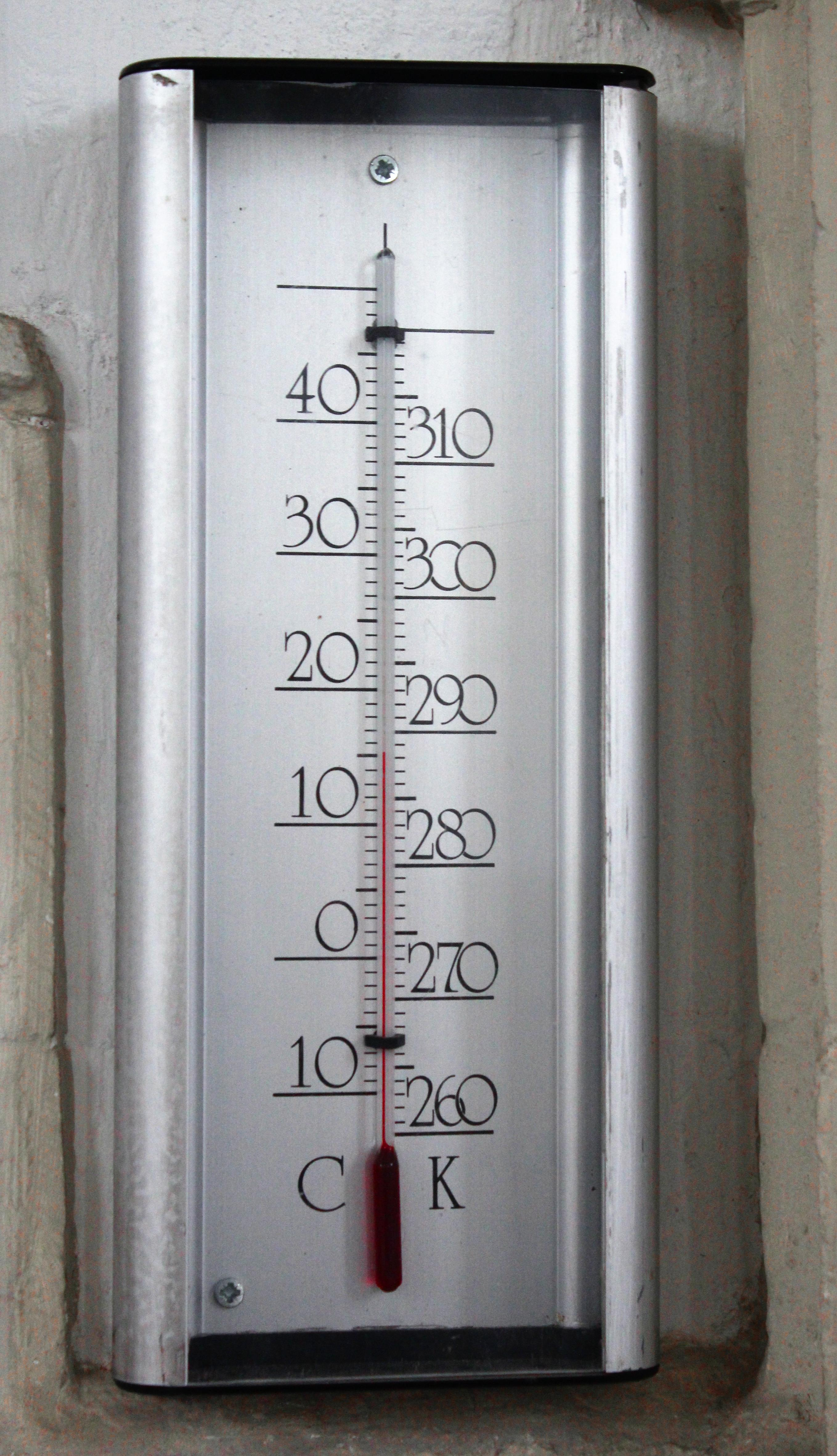
Um termômetro calibrado na escala Celsius (esquerda) e Kelvin (direita)

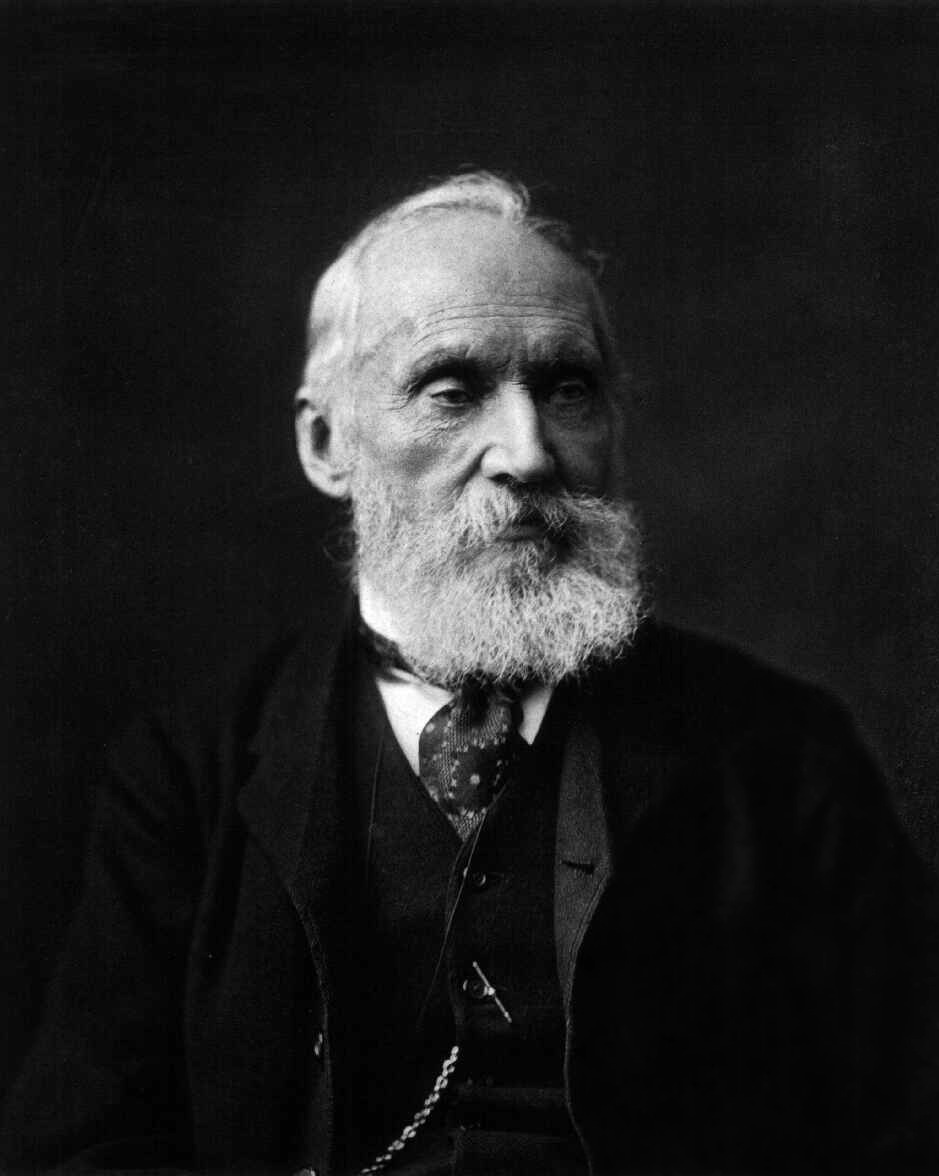
Lorde Kelvin.

A escala kelvin foi proposta em 1848 por  William Thomson  (Lorde Kelvin), que escreveu em seu artigo, On an Absolute Thermometric Scale, a necessidade  de uma escala em que "frio infinito" (zero absoluto) fosse o ponto nulo da escala. Thomson calculou que o zero absoluto é equivalente a -273 °C. Esta escala absoluta é conhecida hoje como a escala de temperatura termodinâmica kelvin.
Em 1954, a Resolução 3 da décima Conferência Geral de Pesos e Medidas (CGPM) deu à Escala kelvin sua definição moderna, designando o ponto triplo da água como seu segundo ponto de definição e atribuiu a sua temperatura exatamente 273,16 kelvin.
Em 1967/1968 Resolução 3 da 13 ª CGPM renomeou o incremento da unidade de temperatura termodinâmica "kelvin", símbolo K, substituindo "grau kelvin" , símbolo ° K. Além disso, considerou-se útil definir explicitamente a magnitude do incremento de unidade, a 13 ª CGPM também realizada na Resolução 4, que "o kelvin, unidade de temperatura termodinâmica, é igual à fração 1/273,16 da temperatura termodinâmica do ponto triplo da água".
Em 2005, o Comité Internacional de Pesos e Medidas (CIPM), uma comissão do CGPM, afirmou que com o objectivo de delinear a temperatura do ponto triplo da água, a definição da escala de temperatura termodinâmica kelvin remete à água com uma composição isotópica  especificada como Vienna Standard Mean Ocean Water.

## Definição
O zero absoluto, na escala kelvin, é a temperatura de menor energia de um sistema; no entanto, nenhum sistema pode ser arrefecido até tal temperatura. Uma das temperaturas mais baixas já atingidas em laboratório foi de 4 K. Nessa temperatura, o hélio torna‑se líquido.
O símbolo para o kelvin é sempre um K maiúsculo e nunca é escrito em itálico. Há um espaço entre a grandeza numérica e o símbolo da unidade (por exemplo, "99,987 K").
A palavra "kelvin" (nome da unidade) é escrita com inicial minúscula (exceto no princípio das frases), igualmente de acordo com a normas do SI; escreve-se em português com k inicial, de acordo com a norma ortográfica que o permite para estrangeirismos aportuguesados — as formas plenamente aportuguesadas "quélvim" e "quélvine" não são usadas, ainda que reflita a pronúncia habitual em português.
Enquanto unidade do SI, o kelvin não deve ser precedido pelas palavras 'grau' ou 'graus' ou pelo símbolo °, como em grau Celsius e grau Fahrenheit. Isto acontece porque estas são escalas de medição, enquanto o kelvin é uma unidade de medição. A omissão de "grau" também indica que não é relativo a um ponto de referência arbitrária como as escalas Celsius e Fahrenheit, mas sim uma unidade absoluta de medida que pode ser manipulada algebricamente (por exemplo, multiplicado por dois para indicar o dobro da quantidade de "energia média", disponível entre graus de liberdade elementares do sistema).

## Recordes
Até 2005 a temperatura mais baixa obtida para um condensado Bose-Einstein era de 450 pK, ou 0,00000000045 K, obtida por Wolfgang Ketterle e colegas do Instituto de Tecnologia de Massachusetts. A mais baixa temperatura já obtida foi de 100 pK, durante uma experiência de ordenação magnética nuclear em 1999 no Laboratório de Baixas Temperaturas da Universidade de Tecnologia de Helsinque.
Recentemente foram feitos experimentos em 2012 onde foi possível ultrapassar o zero absoluto, uma coisa que até então se acreditava ser impossível. Para chegar a esse resultado, cientistas da Universidade Ludwig Maximilian, na Alemanha, criaram um gás quântico com átomos de potássio alinhados de maneira específica com a ajuda de lasers e campos magnéticos. Assim, quando os campos magnéticos foram rapidamente ajustados, os átomos passaram de um estado de baixa energia para um estado com o mais alto nível de energia possível. Essa transição, aliada ao fato de que os átomos continuaram em ordem graças ao feixe laser, fez com que a temperatura do gás ultrapassasse alguns bilionésimos de graus abaixo da temperatura de zero absoluto (-273,15° C). O físico teórico Achim Rosch, da Universidade de Colônia, na Alemanha, calcula que, em um sistema como esse, os átomos abaixo do zero absoluto passam a flutuar em vez de serem puxados pela gravidade. Outra peculiaridade desse gás é que ele passa a se comportar de maneira semelhante à da energia escura, força que ainda é considerada como um dos mistérios ainda não resolvidos da física e que tem papel fundamental na expansão do universo, já que desafia a gravidade que tenta fazer o universo voltar para o seu centro.

## Usos práticos
Por razões históricas, é comum expressar a temperatura termodinâmica {\displaystyle T} como a diferença entre essa temperatura e o ponto de congelamento da água {\displaystyle T_{0}}. Essa diferença é igual à temperatura Celsius {\displaystyle t}, que é definida por:
{\displaystyle t=T-T_{0}}.
Uma vez que a magnitude do kelvin é igual à magnitude do grau Celsius, um intervalo de temperatura pode ser expresso em kelvins ou em graus Celsius.
Na eletrônica, o kelvin é usado para expressar a temperatura de ruído. O chamado ruído Johnson-Nyquist de resistências discretas e capacitores é um tipo de ruído térmico derivado a partir da constante de Boltzmann e pode ser utilizado para determinar a temperatura de ruído de um circuito usando a fórmula de Friis para ruído.[carece de fontes?]
O kelvin é também utilizado como unidade de medida da temperatura de cor, que expressa a aparência de cor da luz emitida pela fonte de luz, que está baseada na relação entre a temperatura de um material hipotético e padronizado, conhecido como "corpo negro radiador", e a distribuição de energia da luz emitida à medida que a temperatura do corpo negro é elevada a partir do zero absoluto.[carece de fontes?]

## Conversão de unidades de temperatura
| Conversão de    | para            | Fórmula                  |
| --------------- | --------------- | ------------------------ |
| kelvin          | grau Fahrenheit | °F = K × 1,8 - 459,67    |
| grau Fahrenheit | kelvin          | K = (°F + 459,67) / 1,8  |
| kelvin          | grau Celsius    | °C = K - 273,15          |
| grau Celsius    | kelvin          | K = °C + 273,15          |
| kelvin          | rankine         | °Ra = K × 1,8            |
| rankine         | kelvin          | K = °Ra / 1,8            |
| kelvin          | réaumur         | °Ré = (K - 273,15) × 0,8 |
| réaumur         | kelvin          | K = °Ré × 1,25 + 273,15  |

## Temperaturas abaixo do zero absoluto
Devido à definição formal de temperatura em termodinâmica, temperaturas abaixo do zero absoluto são possíveis, mas correspondem a temperaturas mais quentes do que temperaturas positivas.